# Osservatorio Astrofisico di Torino

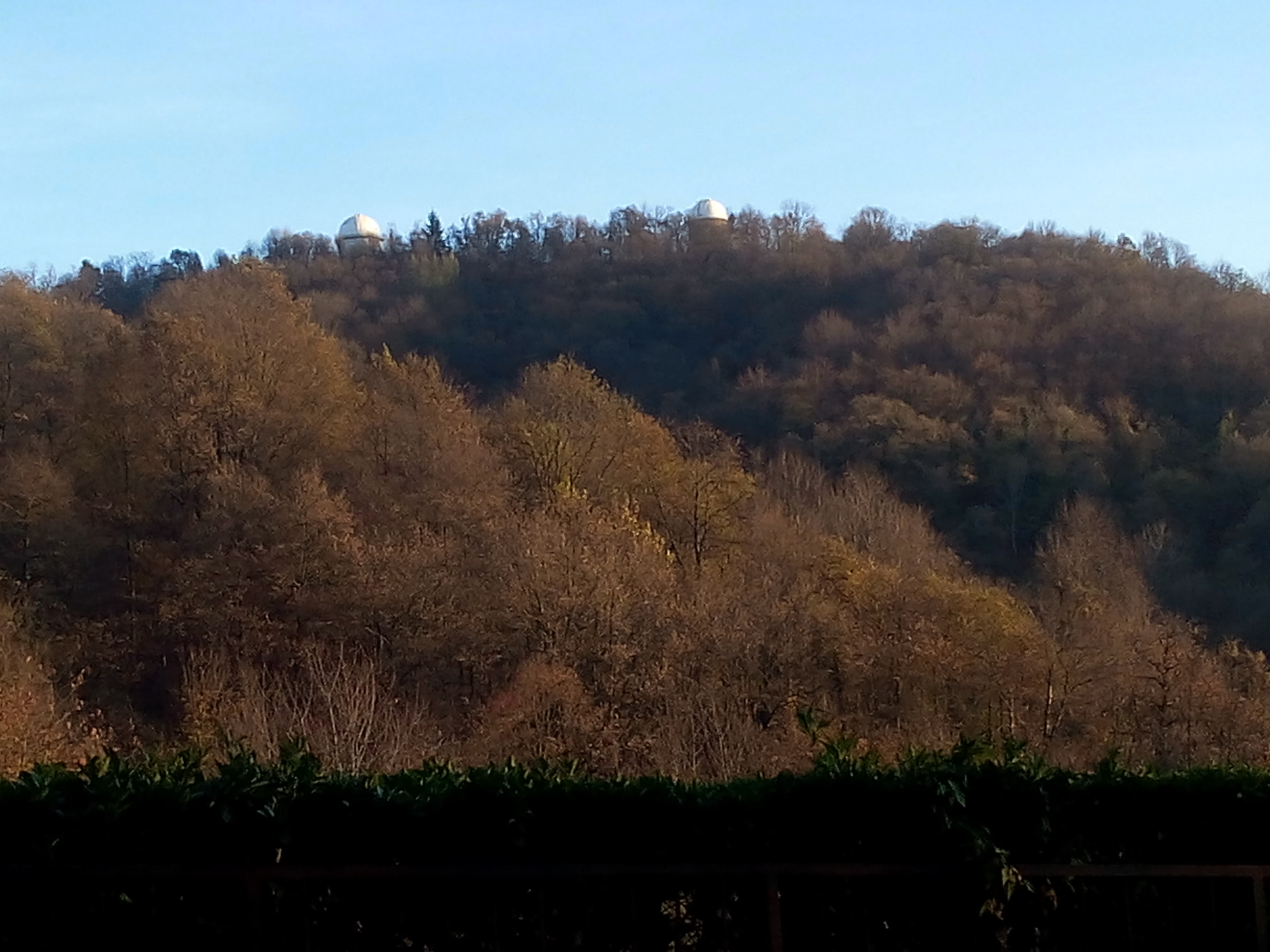
Il Bric Torre Rotonda con le due cupole

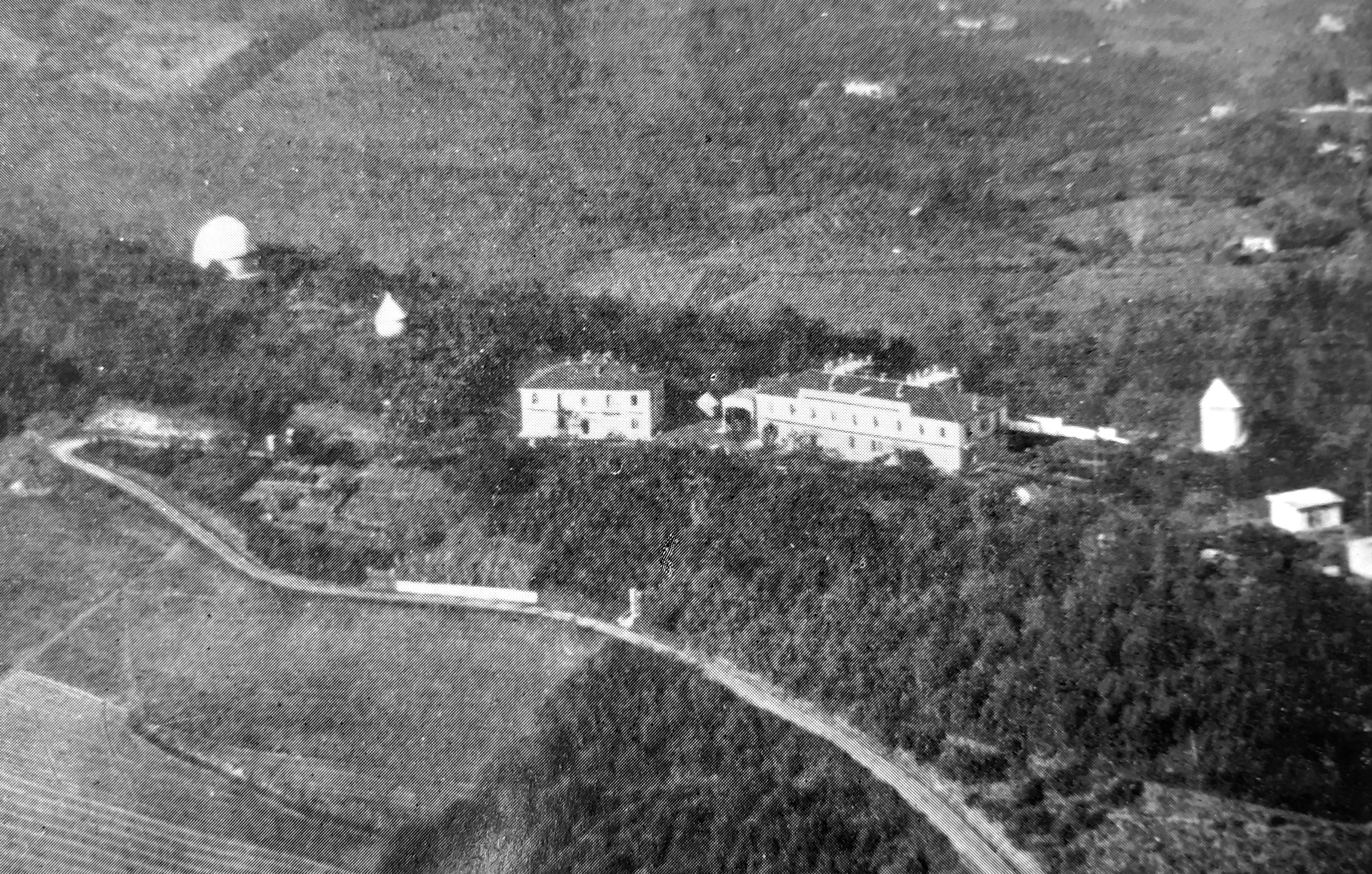
Veduta aerea dell'osservatorio astronomico di Torino in una foto del 1933

L'Osservatorio astrofisico di Torino, riportato anche come Osservatorio astronomico di Torino, è un osservatorio astronomico sito a Pino Torinese, nella città metropolitana di Torino.
È attualmente gestito dall'Istituto nazionale di astrofisica (INAF).
L'asteroide 2694 Pino Torinese trae la denominazione dalla località in cui ha sede l'osservatorio.

## Storia
La storia dell'Osservatorio astronomico di Torino risale storicamente al 1759, quando il re Carlo Emanuele III diede all'astronomo Giovanni Battista Beccaria l'incarico di misurare l'arco di meridiano che passa da Torino. A questo scopo il re fece riadattare a sue spese una torretta posta su una casa all'imbocco della centrale Via Po, dove Beccaria sistemò i suoi strumenti.
Il primo osservatorio fu costruito 30 anni dopo sui tetti del palazzo dell'Accademia delle scienze di Torino ad opera dell'architetto Francesco Ferroggio e venne inaugurato ufficialmente il 30 novembre 1790.
Nel 1822 l'astronomo Giovanni Plana, dal Palazzo dell'Accademia delle scienze di Torino trasferì i pochi strumenti a sua disposizione a Palazzo Madama, aggiungendone altri più evoluti e dando inizio a un'attività osservativa sistematica.
Cinquant'anni dopo il direttore Alessandro Dorna fece notare che era giunto ormai il momento di trasferire l'attività al fine di migliorare la ricerca.
Infatti la sempre più illuminata e rumorosa Piazza Castello non era più il luogo adatto per l'osservazione degli astri. Per opera di Giovanni Boccardi tra il 1907 ed il 1912, l'osservatorio venne trasferito da Torino a Pino Torinese sulla collina Bric Torre Rotonda a 620 metri sul livello del mare.
Terminata la costruzione nel 1912, il complesso era venuto a costare 230.000 lire (circa 785.000 € attuali); vennero costruite due palazzine: una per la biblioteca e per l'alloggio del direttore, e l'altra per il deposito degli strumenti e per l'officina, oltre a sei padiglioni in un materiale chiamato papier-maché utile per evitare surriscaldamenti.
L'osservatorio, oltre agli strumenti trasferiti da Palazzo Madama, venne dotato di un cerchio meridiano di Bamberg strumento utilizzato per seguire il movimento degli astri, e nel 1921, grazie ad una sottoscrizione pubblica, venne acquistato anche un astrografo, grossa fotocamera per fotografare gli astri.
Con gli anni trenta i diversi direttori che si succedettero alla guida dell'osservatorio si trovarono ad affrontare numerosi problemi: inadeguatezza degli strumenti, personale poco qualificato, disinteresse delle istituzioni.
Il piano di rilancio dell'osservatorio partì solo nel 1966, con la direzione di Mario Girolamo Fracastoro, che portò ad un forte impegno nel settore dell'astrometria (con partecipazione alla proposta della missione spaziale Hipparcos).
Vennero installati nuovi cannocchiali, mentre la cupola fu sopraelevata di cinque metri. Inoltre venne edificata una nuova struttura in cemento armato foderato di vetri che ospita lo strumento più prezioso dell'osservatorio: il telescopio Reosc con uno specchio di 105 cm di apertura, chiamato astrometrico e inaugurato nel 1974.
Presso l'Osservatorio di Torino è inoltre utilizzabile il telescopio rifrattore Morais che, con i suoi 42 cm di diametro, è il più grande strumento a lente presente sul territorio italiano.